# Rudolf Fabian
Rudolf Fabian (* 2. März 1912 in Kaukehmen; † 18. Oktober 1943 in Kroatien) war ein deutscher Geologe und Petrologe.

## Leben
Rudolf Fabian besuchte die Schulen in Kaukehmen, Köslin und Breslau, studierte nach Erhalt der Reife Ostern 1929 zunächst Neuphilologie und Geographie und wechselte dann nach 3 Semestern zum Studium der Mineralogie und Geologie, das er an den Universitäten Jena, Innsbruck und Breslau absolvierte. Rudolf Fabian war ab Mai 1933 am Mineralogisch-Petrographischen Institut der Universität Breslau, legte seine Dissertation Metamorphose devonischer Phyllite im Altvatergebirge vor und bestand am 26. Juni 1935 das mündliche Doktorexamen. Nach Ablauf seines Militärdienstes als Einjährig-Freiwilliger beim Infanterie-Regiment 57 in Siegen wirkte er als Assistent an der Universität in Breslau.
Nachdem er mit der Kartierung eines oberschlesischen Gebietes als Meldearbeit am 24. November 1937 die erste Geologische Staatsprüfung bei der Preußischen Geologischen Landesanstalt (PGLA) bestanden hatte, übernahm er die petrographischen Untersuchungen für die Deutsche Steinbruchkartei, die er z. T. am Staatlichen Materialprüfungsamt in Berlin-Dahlem durchführte und in deren Verlauf er einen umfangreichen Bestand an Gesteinsdünnschliffen anlegte. Daneben arbeitete er an einer Neubearbeitung des 1912 bei Borntraeger herausgegebenen Handbuchs der Bautechnischen Gesteinsprüfung von Julius Hirschwald.
Nach Kriegsbeginn wurde Rudolf Fabian im Winter 1939 in die Wehrmacht einberufen und hier zunächst als Ausbilder eingesetzt. Während eines Urlaubs im Jahr 1940 legte er am Reichsamt für Bodenforschung mit seiner Schrift Beobachtungen an Erzen der Magneteisenlagerstätte Schmiedeberg im Riesengebirge die zweite Geologische Staatsprüfung ab.
Rudolf Fabian wurde mit seiner Einheit im Deutsch-Sowjetischen Krieg eingesetzt. Er erlitt zwei Verwundungen und starb später als Oberleutnant und Kompanieführer der Infanterie bei einem Spähtruppunternehmen in Kroatien.
Er war Mitglied der Deutschen Geologischen Gesellschaft und der Geologischen Vereinigung und wurde noch zum Bezirksgeologen ernannt.

## Schriften
- Die Metamorphose devonischer Phyllite im Altvatergebirge. In: Chemie der Erde, 10, 3, 1936, S. 343–408
- Die technisch nutzbaren Sandsteine des mittleren Keupers im Maintal. In: Stein-Industrie u. Straßenbau, 34, Berlin 1939, S. 402–403, 413–414, 422
- Beobachtungen an Erzen der Magneteisenlagerstätte Schmiedeberg im Riesengebirge. In: Z. f. prakt. Geologie, 48, 1, Hannover 1940, S. 7–11